# Cédric Gomez
Pour les articles homonymes, voir Gomez.
Cédric Gomez, parfois surnommé Supermez, est un basketteur professionnel français, né le 30 juillet 1983 à Lavelanet dans l'Ariège. Il mesure 1,88 m et évolue au poste de meneur.

## Biographie
Après des débuts au club de Lavelanet, sa ville natale, il commence sa carrière professionnelle à l'Étendard de Brest, en Pro B, en 2001. De 2005 à 2012, il est meneur de jeu du Poitiers Basket 86, équipe de Pro A. En 2012, il signe dans le club de l'Hermine Nantes Atlantique.

## Clubs
- ???? - 2000 :  Stade Lavelanetien (champ. départemental Ariège Haute-Garonne)
- 2000 - 2001 :  Entente Vallespir Basket (Cadet France 1re division)
- 2001 - 2005 :  Brest (Pro B)
- 2005 - 2012 :  Poitiers (Pro A)[2]
- 2012 - :  Nantes (Pro B)